# Astachowice
Astachowice – wieś w Polsce położona w województwie łódzkim, w powiecie zgierskim, w gminie Zgierz.
Siedziba sołectwa, które swoim obszarem działania obejmuje dwie miejscowości: Astachowice i Kotowice.

## Historia
Pierwsza wzmianka o Astachowicach pochodzi z 1350 roku. Miejscowość ta wymieniana jest pod nazwą Gasczechovice. Sama nazwa Astachowice pochodzi najprawdopodobniej od imienia Eustachy.
W latach 1975–1998 miejscowość administracyjnie należała do ówczesnego województwa łódzkiego.